# エリアス・アギラール
エリアス・アギラール(1991年11月7日-)はコスタリカのサッカー選手。ポジションはMF。CSエレディアーノ所属。
Kリーグ時代の登録名はアギラール（ハングル: 아길라르）。

## 経歴
2018年2月、仁川ユナイテッドに10カ月の期限付き移籍。

### 代表歴
2015 CONCACAFゴールドカップのコスタリカ代表のメンバーに召集された。